# Iain De Caestecker
Iain De Caestecker (Glasgow, 29 dicembre 1987) è un attore scozzese.

## Biografia
Figlio di due dottori, De Caestecker ha iniziato la sua carriera d'attore da bambino. Nel 2000 ha avuto una piccola parte nel film Il mio amico vampiro, prima di apparire nelle serie televisive britanniche Coronation Street e Lip Service e aver studiato al Langside College per alcuni anni. Nel 2011 ha recitato come protagonista delle serie della BBC The Fades e Young James Herriot. Per quest'ultima è stato candidato ad un British Academy Scotland Award.
Nel novembre del 2012 De Caestecker è entrato nel cast di Agents of S.H.I.E.L.D. Nel 2013 Ryan Gosling lo ha scelto per recitare nel suo primo film da regista, Lost River.
Nel 2013 è apparso nel video musicale di Please Don't Say You Love Me di Gabrielle Aplin.

## Filmografia

### Attore

#### Cinema
- Billy and Zorba, regia di Brian Kirk - cortometraggio (1999)
- Il mio amico vampiro (The Little Vampire), regia di Uli Edel (2000)
- 16 Years of Alcohol, regia di Richard Jobson (2003)
- All Over Brazil, regia di David Andrew Ward (2003)
- Up There, regia di Zam Salim (2012)
- Shell, regia di Scott Graham (2012)
- In Fear, regia di Jeremy Lovering (2013)
- Not Another Happy Ending, regia di John McKay (2013)
- Il lercio (Filth), regia di Jon S. Baird (2013)
- Lost River, regia di Ryan Gosling (2014)
- Liam and Lenka, regia di Michael Keillor - cortometraggio (2014)
- Overlord, regia di Julius Avery (2018)

#### Televisione
- Monarch of the Glen – serie TV, episodio 2x08 (2001)
- Coronation Street – serial TV, 14 puntate (2001-2003)
- Rockface – serie TV, episodio 1x03 (2002)
- River City – serie TV, episodio 1x16 (2009)
- Taggart – serie TV, episodio 25x04 (2009)
- Lip Service – serie TV, 4 episodi (2010)
- Castle - serie TV episodio 3x04 (2010)
- The Fades – serie TV, 6 episodi (2011)
- Young James Herriot – serie TV, 3 episodi (2011)
- The Secret of Crickley Hall - miniserie TV (2012)
- Agents of S.H.I.E.L.D. – serie TV, 126 episodi (2013-2020)
- Il re d'inverno - Artù, dal mito alla leggenda (The Winter King) – serie TV, 10 episodi (2023)

### Web
- Agents of S.H.I.E.L.D.: Slingshot – serie Web (2016)

### Doppiatore
- Assassin's Creed III – videogioco (2012)

## Doppiatori italiani
Nelle versioni in italiano delle opere in cui ha recitato, Iain De Caestecker è stato doppiato da:
- Francesco Venditti in Agents of S.H.I.E.L.D.
- Alessandro Campaiola in Lost River
- Simone Crisari in Overlord
- Edoardo Stoppacciaro ne Il re d'inverno - Artù, dal mito alla leggenda
- Giuseppe Ippoliti in Lip Service